# Équipe cycliste IJsboerke
Pour la marque de glace belge, voir IJsboerke.
L'équipe cycliste IJsboerke (également connue comme équipe cycliste Capri Sonne) est une équipe cycliste professionnelle belge créée en 1973 et disparue à l'issue de la saison 1982. Elle portait le nom de IJsboerke-Bertin en 1973, IJsboerke-Colner de 1974 à 1975, IJsboerke-Colnago de 1976 à 1977, IJsboerke-Gios en 1978, IJsboerke-Warncke Eis de 1979 à 1980, puis Capri Sonne en 1981 et 1982. IJ est un digramme utilisé en néerlandais, tandis que Capri-Sun est une marque de jus de fruits.

## Histoire de l'équipe
L'équipe est créée en 1973, après une scission de l'équipe Goldor-IJsboerke
En 1981 et 1982, l'équipe est dirigée par Walter Godefroot, Patrick Lefevere en tant que directeurs sportifs.

## Principales victoires

### Courses par étapes
- Tour de Sardaigne : Rik Van Linden (1974)
- Tour du Luxembourg : Frans Verbeeck (1976)
- Quatre jours de Dunkerque : Daniel Willems (1979)
- Tour d'Allemagne : Dietrich Thurau (1979), Theo De Rooy (1982)
- Tour d'Andalousie : Dietrich Thurau (1979), Daniel Willems (1980)
- Tour de Romandie : Jostein Wilmann (1982)
- Semaine catalane : Jostein Wilmann (1982)

### Classiques
- Championnat des Flandres : Herman Vrijders (1973), Theo De Rooy (1980)
- À travers les Flandres : Louis Verreydt (1974)
- Grand Prix de l'Escaut : Frans Verbeeck (1976), Dietrich Thurau (1978), Daniel Willems (1979), Ludo Peeters (1980)
- Bordeaux-Paris : Walter Godefroot (1976), Herman Van Springel (1977)
- Paris-Bruxelles : Ludo Peeters (1977, 1979)
- Tour des Flandres : Walter Godefroot (1978)
- Championnat de Zurich : Dietrich Thurau (1978), Gery Verlinden (1980)
- Liège-Bastogne-Liège : Dietrich Thurau (1979)
- Grand Prix de Francfort : Daniel Willems (1979), Jos Jacobs (1981)
- Paris-Tours : Daniel Willems (1980)
- Flèche wallonne : Daniel Willems (1981)
- Grand Prix de Wallonie : Willy De Geest (1980)

## Résultats sur les grands tours
- Tour d'Italie
  - 1 participation  (1978)
  - 2 victoires d'étapes :
    - 2 en 1978 : Dietrich Thurau (2)

  - 0 classement annexe

- Tour de France
  - 4 participations (1979, 1980, 1981, 1982)
  - 10 victoires d'étapes :
    - 3 en 1979 : Jos Jacobs, Ludo Delcroix, Dietrich Thurau
    - 3 en 1980 : Rudy Pevenage, Ludo Peeters, Pol Verschuere
    - 3 en 1981 : Daniel Willems (2), Peter Winnen
    - 1 en 1982 : Peter Winnen

  - 4 classements annexes :
    -  Classement par points : Rudy Pevenage (1980)
    - Classement du combiné : Ludo Peeters (1980)
    -  Classement des sprints intermédiaires : Rudy Pevenage (1980)
    -  Classement du meilleur jeune : Peter Winnen (1981)

- Tour d'Espagne
  - 2 participations (1974, 1975)
  - 7 victoires d'étapes :
    - 5 en 1974 : Roger Swerts (3), Rik Van Linden (2)
    - 2 en 1975 : Roger Swerts, Julien Stevens

  - 0 classement annexe

## Effectifs
| \| Effectif 1973 \| Effectif 1973 \| Effectif 1973 \| Effectif 1973 \| \| Cycliste \| Date de naissance \| Pays \| Équipe précédente \| \| -------------------------------- \| ----------------- \| ------------- \| --------------------------------------- \| \| Jozef Abelshausen \| 6 juin 1949 \| Belgique \| Watney-Avia (1972) \| \| Georges Barras \| 6 mars 1949 \| Belgique \| \| \| Bernard Bourguignon \| 23 novembre 1949 \| Belgique \| \| \| Gerry Catteeuw \| 6 septembre 1949 \| Belgique \| \| \| Jacky De Laat \| 22 mai 1951 \| Belgique \| \| \| Eddy Demedts \| 14 mars 1950 \| Belgique \| \| \| Theo Fierens \| 18 novembre 1949 \| Belgique \| \| \| Willy Govaerts (9 sept.–31 déc.) \| 10 novembre 1951 \| Belgique \| \| \| Fernand Hermie \| 24 janvier 1945 \| Belgique \| \| \| August Herijgers \| 2 juin 1950 \| Belgique \| \| \| Raphaël Hooyberghs \| 28 septembre 1948 \| Belgique \| \| \| Jos Jacobs (12 sept.–31 déc.) \| 28 janvier 1953 \| Belgique \| \| \| Hendrik Mariën \| 23 octobre 1946 \| Belgique \| \| \| Victor Peeters \| 11 juin 1948 \| Belgique \| \| \| Willy Planckaert \| 5 avril 1944 \| Belgique \| Goldor-Hercka (1973) \| \| Eddy Reyniers \| 30 décembre 1946 \| Belgique \| Van Cauter-Magniflex-de Gribaldy (1972) \| \| Willy Scheers \| 29 mars 1947 \| Belgique \| \| \| Alfons Scheys \| 29 mars 1947 \| Belgique \| \| \| Joseph Schoeters \| 12 mai 1947 \| Belgique \| \| \| Raymond Steegmans \| 15 mai 1945 \| Belgique \| \| \| Léon Thomas \| 9 octobre 1949 \| Belgique \| \| \| Jos Van Beers \| 2 juin 1948 \| Belgique \| \| \| Noël Van Clooster \| 2 décembre 1943 \| Belgique \| Watney-Avia (1972) \| \| Ronny Van De Vijver \| 12 octobre 1945 \| Belgique \| \| \| Jan van Katwijk \| 30 août 1946 \| Pays-Bas \| Goudsmit-Hoff (1972) \| \| Willy Van Malderghem \| 16 mai 1949 \| Belgique \| Watney-Avia (1972) \| \| Michel Van Vlierden \| 27 mars 1948 \| Belgique \| \| \| Frans Verhaegen \| 22 janvier 1948 \| Belgique \| Hertekamp (1972) \| \| Louis Verreydt \| 25 novembre 1950 \| Belgique \| \| \| Herman Vrijders \| 29 juillet 1946 \| Belgique \| Goldor-IJsboerke (1972) \| \| Gilbert Wuytack \| 4 septembre 1945 \| Belgique \| \| \| \| \| \| \| \| Source : Cycling Archives \| \| \| \| |                   |          |                                         |
| Effectif 1973 |                   |          |                                         |
| Cycliste | Date de naissance | Pays     | Équipe précédente                       |
| Jozef Abelshausen | 6 juin 1949       | Belgique | Watney-Avia (1972)                      |
| Georges Barras | 6 mars 1949       | Belgique |                                         |
| Bernard Bourguignon | 23 novembre 1949  | Belgique |                                         |
| Gerry Catteeuw | 6 septembre 1949  | Belgique |                                         |
| Jacky De Laat | 22 mai 1951       | Belgique |                                         |
| Eddy Demedts | 14 mars 1950      | Belgique |                                         |
| Theo Fierens | 18 novembre 1949  | Belgique |                                         |
| Willy Govaerts (9 sept.–31 déc.) | 10 novembre 1951  | Belgique |                                         |
| Fernand Hermie | 24 janvier 1945   | Belgique |                                         |
| August Herijgers | 2 juin 1950       | Belgique |                                         |
| Raphaël Hooyberghs | 28 septembre 1948 | Belgique |                                         |
| Jos Jacobs (12 sept.–31 déc.) | 28 janvier 1953   | Belgique |                                         |
| Hendrik Mariën | 23 octobre 1946   | Belgique |                                         |
| Victor Peeters | 11 juin 1948      | Belgique |                                         |
| Willy Planckaert | 5 avril 1944      | Belgique | Goldor-Hercka (1973)                    |
| Eddy Reyniers | 30 décembre 1946  | Belgique | Van Cauter-Magniflex-de Gribaldy (1972) |
| Willy Scheers | 29 mars 1947      | Belgique |                                         |
| Alfons Scheys | 29 mars 1947      | Belgique |                                         |
| Joseph Schoeters | 12 mai 1947       | Belgique |                                         |
| Raymond Steegmans | 15 mai 1945       | Belgique |                                         |
| Léon Thomas | 9 octobre 1949    | Belgique |                                         |
| Jos Van Beers | 2 juin 1948       | Belgique |                                         |
| Noël Van Clooster | 2 décembre 1943   | Belgique | Watney-Avia (1972)                      |
| Ronny Van De Vijver | 12 octobre 1945   | Belgique |                                         |
| Jan van Katwijk | 30 août 1946      | Pays-Bas | Goudsmit-Hoff (1972)                    |
| Willy Van Malderghem | 16 mai 1949       | Belgique | Watney-Avia (1972)                      |
| Michel Van Vlierden | 27 mars 1948      | Belgique |                                         |
| Frans Verhaegen | 22 janvier 1948   | Belgique | Hertekamp (1972)                        |
| Louis Verreydt | 25 novembre 1950  | Belgique |                                         |
| Herman Vrijders | 29 juillet 1946   | Belgique | Goldor-IJsboerke (1972)                 |
| Gilbert Wuytack | 4 septembre 1945  | Belgique |                                         |
| |                   |          |                                         |
| Source : Cycling Archives |                   |          |                                         |

| \| Effectif 1974 \| Effectif 1974 \| Effectif 1974 \| Effectif 1974 \| \| Cycliste \| Date de naissance \| Pays \| Équipe précédente \| \| ------------------------------- \| ----------------- \| ------------- \| --------------------------------------- \| \| Jozef Abelshausen \| 6 juin 1949 \| Belgique \| Watney-Avia (1972) \| \| Paul Aerts \| 16 décembre 1949 \| Belgique \| \| \| Georges Barras \| 6 mars 1949 \| Belgique \| \| \| Joseph Borguet \| 16 avril 1951 \| Belgique \| \| \| Bernard Bourguignon \| 23 novembre 1949 \| Belgique \| \| \| André Delcroix (1 août–31 déc.) \| 20 septembre 1953 \| Belgique \| \| \| Jos Gysemans (1 sept.–31 déc.) \| 30 octobre 1952 \| Belgique \| \| \| Graeme Gilmore \| 29 juin 1945 \| Australie \| \| \| Willy Govaerts \| 10 novembre 1951 \| Belgique \| \| \| Fernand Hermie \| 24 janvier 1945 \| Belgique \| \| \| Raphaël Hooyberghs \| 28 septembre 1948 \| Belgique \| \| \| Willy In 't Ven \| 1 mars 1943 \| Belgique \| Molteni (1973) \| \| Jos Jacobs \| 28 janvier 1953 \| Belgique \| \| \| Marcel Laurens \| 21 juin 1952 \| Belgique \| \| \| Roger Loysch \| 13 novembre 1951 \| Belgique \| \| \| Walter Naegels \| 6 avril 1953 \| Belgique \| \| \| Ludo Peeters \| 9 août 1953 \| Belgique \| \| \| Willy Planckaert \| 5 avril 1944 \| Belgique \| Goldor-Hercka (1973) \| \| Marc Renier (1 août–31 déc.) \| 28 mars 1953 \| Belgique \| \| \| Eddy Reyniers \| 30 décembre 1946 \| Belgique \| Van Cauter-Magniflex-de Gribaldy (1972) \| \| Raymond Steegmans \| 15 mai 1945 \| Belgique \| \| \| Julien Stevens \| 25 février 1943 \| Belgique \| Brooklyn (1973) \| \| Roger Swerts \| 28 décembre 1942 \| Belgique \| Molteni (1973) \| \| Ronny Van De Vijver \| 12 octobre 1945 \| Belgique \| \| \| Ludo Van Der Linden \| 27 janvier 1951 \| Belgique \| \| \| Jan van Katwijk (1 janv.–1 mai) \| 30 août 1946 \| Pays-Bas \| Goudsmit-Hoff (1972) \| \| Alex Van Linden \| 5 mai 1952 \| Belgique \| \| \| Rik Van Linden \| 28 juillet 1949 \| Belgique \| Rokado-De Gribaldy (1973) \| \| Frans Verhaegen \| 22 janvier 1948 \| Belgique \| Hertekamp (1972) \| \| Louis Verreydt \| 25 novembre 1950 \| Belgique \| \| \| \| \| \| \| \| Source : Cycling Archives \| \| \| \| |                   |           |                                         |
| Effectif 1974 |                   |           |                                         |
| Cycliste | Date de naissance | Pays      | Équipe précédente                       |
| Jozef Abelshausen | 6 juin 1949       | Belgique  | Watney-Avia (1972)                      |
| Paul Aerts | 16 décembre 1949  | Belgique  |                                         |
| Georges Barras | 6 mars 1949       | Belgique  |                                         |
| Joseph Borguet | 16 avril 1951     | Belgique  |                                         |
| Bernard Bourguignon | 23 novembre 1949  | Belgique  |                                         |
| André Delcroix (1 août–31 déc.) | 20 septembre 1953 | Belgique  |                                         |
| Jos Gysemans (1 sept.–31 déc.) | 30 octobre 1952   | Belgique  |                                         |
| Graeme Gilmore | 29 juin 1945      | Australie |                                         |
| Willy Govaerts | 10 novembre 1951  | Belgique  |                                         |
| Fernand Hermie | 24 janvier 1945   | Belgique  |                                         |
| Raphaël Hooyberghs | 28 septembre 1948 | Belgique  |                                         |
| Willy In 't Ven | 1 mars 1943       | Belgique  | Molteni (1973)                          |
| Jos Jacobs | 28 janvier 1953   | Belgique  |                                         |
| Marcel Laurens | 21 juin 1952      | Belgique  |                                         |
| Roger Loysch | 13 novembre 1951  | Belgique  |                                         |
| Walter Naegels | 6 avril 1953      | Belgique  |                                         |
| Ludo Peeters | 9 août 1953       | Belgique  |                                         |
| Willy Planckaert | 5 avril 1944      | Belgique  | Goldor-Hercka (1973)                    |
| Marc Renier (1 août–31 déc.) | 28 mars 1953      | Belgique  |                                         |
| Eddy Reyniers | 30 décembre 1946  | Belgique  | Van Cauter-Magniflex-de Gribaldy (1972) |
| Raymond Steegmans | 15 mai 1945       | Belgique  |                                         |
| Julien Stevens | 25 février 1943   | Belgique  | Brooklyn (1973)                         |
| Roger Swerts | 28 décembre 1942  | Belgique  | Molteni (1973)                          |
| Ronny Van De Vijver | 12 octobre 1945   | Belgique  |                                         |
| Ludo Van Der Linden | 27 janvier 1951   | Belgique  |                                         |
| Jan van Katwijk (1 janv.–1 mai) | 30 août 1946      | Pays-Bas  | Goudsmit-Hoff (1972)                    |
| Alex Van Linden | 5 mai 1952        | Belgique  |                                         |
| Rik Van Linden | 28 juillet 1949   | Belgique  | Rokado-De Gribaldy (1973)               |
| Frans Verhaegen | 22 janvier 1948   | Belgique  | Hertekamp (1972)                        |
| Louis Verreydt | 25 novembre 1950  | Belgique  |                                         |
| |                   |           |                                         |
| Source : Cycling Archives |                   |           |                                         |

| \| Effectif 1975 \| Effectif 1975 \| Effectif 1975 \| Effectif 1975 \| \| Cycliste \| Date de naissance \| Pays \| Équipe précédente \| \| --------------------------------- \| ----------------- \| ------------- \| ------------------------------------ \| \| Jozef Abelshausen \| 6 juin 1949 \| Belgique \| Watney-Avia (1972) \| \| Paul Aerts \| 16 décembre 1949 \| Belgique \| \| \| Joseph Borguet \| 16 avril 1951 \| Belgique \| \| \| Franky De Gendt (5 sept.–31 déc.) \| 27 juin 1952 \| Belgique \| \| \| André Delcroix \| 20 septembre 1953 \| Belgique \| \| \| Jos Gysemans \| 30 octobre 1952 \| Belgique \| \| \| Graeme Gilmore \| 29 juin 1945 \| Australie \| \| \| Willy Govaerts \| 10 novembre 1951 \| Belgique \| \| \| Gustaaf Hermans \| 12 mai 1951 \| Belgique \| Rokado (1974) \| \| Willy In 't Ven \| 1 mars 1943 \| Belgique \| Molteni (1973) \| \| Jos Jacobs \| 28 janvier 1953 \| Belgique \| \| \| Marcel Laurens \| 21 juin 1952 \| Belgique \| \| \| Roger Loysch \| 13 novembre 1951 \| Belgique \| \| \| Walter Naegels \| 6 avril 1953 \| Belgique \| \| \| Ludo Peeters \| 9 août 1953 \| Belgique \| \| \| Victor Peeters \| 11 juin 1948 \| Belgique \| \| \| Willy Planckaert \| 5 avril 1944 \| Belgique \| Goldor-Hercka (1973) \| \| Marc Renier \| 28 mars 1953 \| Belgique \| \| \| Raymond Steegmans \| 15 mai 1945 \| Belgique \| \| \| Julien Stevens \| 25 février 1943 \| Belgique \| Brooklyn (1973) \| \| Roger Swerts \| 28 décembre 1942 \| Belgique \| Molteni (1973) \| \| Ronny Van De Vijver \| 12 octobre 1945 \| Belgique \| \| \| Noël Vantyghem (1 avr.–31 déc.) \| 9 octobre 1947 \| Belgique \| Merlin Plage-Shimano-Flandria (1974) \| \| Frans Verhaegen \| 22 janvier 1948 \| Belgique \| Hertekamp (1972) \| \| Louis Verreydt \| 25 novembre 1950 \| Belgique \| \| \| \| \| \| \| \| Source : Cycling Archives \| \| \| \| |                   |           |                                      |
| Effectif 1975 |                   |           |                                      |
| Cycliste | Date de naissance | Pays      | Équipe précédente                    |
| Jozef Abelshausen | 6 juin 1949       | Belgique  | Watney-Avia (1972)                   |
| Paul Aerts | 16 décembre 1949  | Belgique  |                                      |
| Joseph Borguet | 16 avril 1951     | Belgique  |                                      |
| Franky De Gendt (5 sept.–31 déc.) | 27 juin 1952      | Belgique  |                                      |
| André Delcroix | 20 septembre 1953 | Belgique  |                                      |
| Jos Gysemans | 30 octobre 1952   | Belgique  |                                      |
| Graeme Gilmore | 29 juin 1945      | Australie |                                      |
| Willy Govaerts | 10 novembre 1951  | Belgique  |                                      |
| Gustaaf Hermans | 12 mai 1951       | Belgique  | Rokado (1974)                        |
| Willy In 't Ven | 1 mars 1943       | Belgique  | Molteni (1973)                       |
| Jos Jacobs | 28 janvier 1953   | Belgique  |                                      |
| Marcel Laurens | 21 juin 1952      | Belgique  |                                      |
| Roger Loysch | 13 novembre 1951  | Belgique  |                                      |
| Walter Naegels | 6 avril 1953      | Belgique  |                                      |
| Ludo Peeters | 9 août 1953       | Belgique  |                                      |
| Victor Peeters | 11 juin 1948      | Belgique  |                                      |
| Willy Planckaert | 5 avril 1944      | Belgique  | Goldor-Hercka (1973)                 |
| Marc Renier | 28 mars 1953      | Belgique  |                                      |
| Raymond Steegmans | 15 mai 1945       | Belgique  |                                      |
| Julien Stevens | 25 février 1943   | Belgique  | Brooklyn (1973)                      |
| Roger Swerts | 28 décembre 1942  | Belgique  | Molteni (1973)                       |
| Ronny Van De Vijver | 12 octobre 1945   | Belgique  |                                      |
| Noël Vantyghem (1 avr.–31 déc.) | 9 octobre 1947    | Belgique  | Merlin Plage-Shimano-Flandria (1974) |
| Frans Verhaegen | 22 janvier 1948   | Belgique  | Hertekamp (1972)                     |
| Louis Verreydt | 25 novembre 1950  | Belgique  |                                      |
| |                   |           |                                      |
| Source : Cycling Archives |                   |           |                                      |

| \| Effectif 1976 \| Effectif 1976 \| Effectif 1976 \| Effectif 1976 \| \| Cycliste \| Date de naissance \| Pays \| Équipe précédente \| \| ------------------------------- \| ----------------- \| ------------- \| ------------------------------------- \| \| Wilfried David \| 22 avril 1946 \| Belgique \| Carpenter-Confortluxe-Flandria (1975) \| \| Alfons De Bal \| 30 septembre 1943 \| Belgique \| \| \| Franky De Gendt \| 27 juin 1952 \| Belgique \| \| \| André Delcroix \| 20 septembre 1953 \| Belgique \| \| \| Emiel Gysemans \| 20 octobre 1953 \| Belgique \| \| \| Jos Gysemans \| 30 octobre 1952 \| Belgique \| \| \| Walter Godefroot \| 2 juillet 1943 \| Belgique \| Carpenter-Confortluxe-Flandria (1975) \| \| Willy Govaerts \| 10 novembre 1951 \| Belgique \| \| \| Jos Jacobs \| 28 janvier 1953 \| Belgique \| \| \| Marcel Laurens \| 21 juin 1952 \| Belgique \| \| \| Walter Naegels \| 6 avril 1953 \| Belgique \| \| \| Englebert Opdebeeck \| 27 décembre 1946 \| Belgique \| Maes Pils-Watney (1975) \| \| Ludo Peeters \| 9 août 1953 \| Belgique \| \| \| Willem Peeters \| 20 mai 1953 \| Belgique \| Maes Pils-Watney (1975) \| \| Rudy Pevenage (25 août–31 déc.) \| 15 juin 1954 \| Belgique \| \| \| Marc Renier \| 28 mars 1953 \| Belgique \| \| \| Benny Schepmans \| 19 décembre 1953 \| Belgique \| Splendor-Struvay (1975) \| \| Ronny Van De Vijver \| 12 octobre 1945 \| Belgique \| \| \| Guido Van Sweevelt \| 15 avril 1949 \| Belgique \| \| \| Jean Van der Stappen \| 9 décembre 1951 \| Belgique \| \| \| Frans Verbeeck \| 13 juin 1941 \| Belgique \| Maes Pils-Watney (1975) \| \| Eddy Verstraeten \| 15 septembre 1948 \| Belgique \| \| \| Michael Wright \| 25 mars 1941 \| Royaume-Uni \| Gitane-Frigécrème (1974) \| \| \| \| \| \| \| Source : Cycling Archives \| \| \| \| |                   |             |                                       |
| Effectif 1976 |                   |             |                                       |
| Cycliste | Date de naissance | Pays        | Équipe précédente                     |
| Wilfried David | 22 avril 1946     | Belgique    | Carpenter-Confortluxe-Flandria (1975) |
| Alfons De Bal | 30 septembre 1943 | Belgique    |                                       |
| Franky De Gendt | 27 juin 1952      | Belgique    |                                       |
| André Delcroix | 20 septembre 1953 | Belgique    |                                       |
| Emiel Gysemans | 20 octobre 1953   | Belgique    |                                       |
| Jos Gysemans | 30 octobre 1952   | Belgique    |                                       |
| Walter Godefroot | 2 juillet 1943    | Belgique    | Carpenter-Confortluxe-Flandria (1975) |
| Willy Govaerts | 10 novembre 1951  | Belgique    |                                       |
| Jos Jacobs | 28 janvier 1953   | Belgique    |                                       |
| Marcel Laurens | 21 juin 1952      | Belgique    |                                       |
| Walter Naegels | 6 avril 1953      | Belgique    |                                       |
| Englebert Opdebeeck | 27 décembre 1946  | Belgique    | Maes Pils-Watney (1975)               |
| Ludo Peeters | 9 août 1953       | Belgique    |                                       |
| Willem Peeters | 20 mai 1953       | Belgique    | Maes Pils-Watney (1975)               |
| Rudy Pevenage (25 août–31 déc.) | 15 juin 1954      | Belgique    |                                       |
| Marc Renier | 28 mars 1953      | Belgique    |                                       |
| Benny Schepmans | 19 décembre 1953  | Belgique    | Splendor-Struvay (1975)               |
| Ronny Van De Vijver | 12 octobre 1945   | Belgique    |                                       |
| Guido Van Sweevelt | 15 avril 1949     | Belgique    |                                       |
| Jean Van der Stappen | 9 décembre 1951   | Belgique    |                                       |
| Frans Verbeeck | 13 juin 1941      | Belgique    | Maes Pils-Watney (1975)               |
| Eddy Verstraeten | 15 septembre 1948 | Belgique    |                                       |
| Michael Wright | 25 mars 1941      | Royaume-Uni | Gitane-Frigécrème (1974)              |
| |                   |             |                                       |
| Source : Cycling Archives |                   |             |                                       |

| \| Effectif 1977 \| Effectif 1977 \| Effectif 1977 \| Effectif 1977 \| \| Cycliste \| Date de naissance \| Pays \| Équipe précédente \| \| ------------------------- \| ----------------- \| ------------- \| ---------------------------------------------- \| \| Alfons De Bal \| 30 septembre 1943 \| Belgique \| \| \| Franky De Gendt \| 27 juin 1952 \| Belgique \| \| \| Lucien Didier \| 5 août 1950 \| Luxembourg \| \| \| Emiel Gysemans \| 20 octobre 1953 \| Belgique \| \| \| Jos Gysemans \| 30 octobre 1952 \| Belgique \| \| \| Walter Godefroot \| 2 juillet 1943 \| Belgique \| Carpenter-Confortluxe-Flandria (1975) \| \| Frank Hoste \| 29 août 1955 \| Belgique \| \| \| Jos Jacobs \| 28 janvier 1953 \| Belgique \| \| \| Marcel Laurens \| 21 juin 1952 \| Belgique \| \| \| Luc Leman \| 30 avril 1953 \| Belgique \| Miko-de Gribaldy-Superia (1976) \| \| Ludo Peeters \| 9 août 1953 \| Belgique \| \| \| Willem Peeters \| 20 mai 1953 \| Belgique \| Maes Pils-Watney (1975) \| \| Rudy Pevenage \| 15 juin 1954 \| Belgique \| \| \| Marc Renier \| 28 mars 1953 \| Belgique \| \| \| Gustaaf Van Roosbroeck \| 16 mai 1948 \| Belgique \| Maes Pils-Rokado (1976) \| \| Victor Van Schil \| 21 décembre 1939 \| Belgique \| Molteni-Campagnolo (1976) \| \| Herman Vanspringel \| 14 août 1943 \| Belgique \| Flandria-Velda-West Vlaams Vleesbedrijf (1976) \| \| Guido Van Sweevelt \| 15 avril 1949 \| Belgique \| \| \| Frans Verbeeck \| 13 juin 1941 \| Belgique \| Maes Pils-Watney (1975) \| \| Gery Verlinden \| 1 mai 1954 \| Belgique \| \| \| Eddy Verstraeten \| 15 septembre 1948 \| Belgique \| \| \| Dirk Wayenberg \| 14 septembre 1955 \| Belgique \| \| \| \| \| \| \| \| Source : Cycling Archives \| \| \| \|note: Alfons De Bal note: Franky De Gendt |                   |            |                                                |
| Effectif 1977 |                   |            |                                                |
| Cycliste | Date de naissance | Pays       | Équipe précédente                              |
| Alfons De Bal | 30 septembre 1943 | Belgique   |                                                |
| Franky De Gendt | 27 juin 1952      | Belgique   |                                                |
| Lucien Didier | 5 août 1950       | Luxembourg |                                                |
| Emiel Gysemans | 20 octobre 1953   | Belgique   |                                                |
| Jos Gysemans | 30 octobre 1952   | Belgique   |                                                |
| Walter Godefroot | 2 juillet 1943    | Belgique   | Carpenter-Confortluxe-Flandria (1975)          |
| Frank Hoste | 29 août 1955      | Belgique   |                                                |
| Jos Jacobs | 28 janvier 1953   | Belgique   |                                                |
| Marcel Laurens | 21 juin 1952      | Belgique   |                                                |
| Luc Leman | 30 avril 1953     | Belgique   | Miko-de Gribaldy-Superia (1976)                |
| Ludo Peeters | 9 août 1953       | Belgique   |                                                |
| Willem Peeters | 20 mai 1953       | Belgique   | Maes Pils-Watney (1975)                        |
| Rudy Pevenage | 15 juin 1954      | Belgique   |                                                |
| Marc Renier | 28 mars 1953      | Belgique   |                                                |
| Gustaaf Van Roosbroeck | 16 mai 1948       | Belgique   | Maes Pils-Rokado (1976)                        |
| Victor Van Schil | 21 décembre 1939  | Belgique   | Molteni-Campagnolo (1976)                      |
| Herman Vanspringel | 14 août 1943      | Belgique   | Flandria-Velda-West Vlaams Vleesbedrijf (1976) |
| Guido Van Sweevelt | 15 avril 1949     | Belgique   |                                                |
| Frans Verbeeck | 13 juin 1941      | Belgique   | Maes Pils-Watney (1975)                        |
| Gery Verlinden | 1 mai 1954        | Belgique   |                                                |
| Eddy Verstraeten | 15 septembre 1948 | Belgique   |                                                |
| Dirk Wayenberg | 14 septembre 1955 | Belgique   |                                                |
| |                   |            |                                                |
| Source : Cycling Archives |                   |            |                                                |

| \| Effectif 1978 \| Effectif 1978 \| Effectif 1978 \| Effectif 1978 \| \| Cycliste \| Date de naissance \| Pays \| Équipe précédente \| \| ------------------------------- \| ----------------- \| ------------- \| ------------------------------------------ \| \| Alfons De Bal \| 30 septembre 1943 \| Belgique \| \| \| Ludo Delcroix \| 28 octobre 1950 \| Belgique \| Fiat France (1977) \| \| André Dierickx \| 29 octobre 1947 \| Belgique \| Maes Pils-Mini Flat (1977) \| \| Walter Godefroot \| 2 juillet 1943 \| Belgique \| Carpenter-Confortluxe-Flandria (1975) \| \| Günter Haritz \| 16 octobre 1948 \| Allemagne \| \| \| Frank Hoste \| 29 août 1955 \| Belgique \| \| \| Jos Jacobs \| 28 janvier 1953 \| Belgique \| \| \| Ludo Peeters \| 9 août 1953 \| Belgique \| \| \| Willem Peeters \| 20 mai 1953 \| Belgique \| Maes Pils-Watney (1975) \| \| Rudy Pevenage \| 15 juin 1954 \| Belgique \| \| \| Bert Pronk \| 24 octobre 1950 \| Pays-Bas \| TI-Raleigh (1977) \| \| Marc Renier \| 28 mars 1953 \| Belgique \| \| \| Dietrich Thurau \| 9 novembre 1954 \| Allemagne \| TI-Raleigh (1977) \| \| Jos Van De Poel \| 18 février 1954 \| Belgique \| Flandria-Velda-Latina Assicurazioni (1977) \| \| Arthur Van De Vijver \| 29 février 1948 \| Belgique \| \| \| Eric Van De Wiele \| 27 octobre 1952 \| Belgique \| Maes Pils-Mini Flat (1977) \| \| Gustaaf Van Roosbroeck \| 16 mai 1948 \| Belgique \| Maes Pils-Rokado (1976) \| \| Guido Van Sweevelt \| 15 avril 1949 \| Belgique \| \| \| Gery Verlinden \| 1 mai 1954 \| Belgique \| \| \| Dirk Wayenberg \| 14 septembre 1955 \| Belgique \| \| \| Daniel Willems (2 août–31 déc.) \| 16 août 1956 \| Belgique \| \| \| \| \| \| \| \| Source : Cycling Archives \| \| \| \|note: Alfons De Bal |                   |           |                                            |
| Effectif 1978 |                   |           |                                            |
| Cycliste | Date de naissance | Pays      | Équipe précédente                          |
| Alfons De Bal | 30 septembre 1943 | Belgique  |                                            |
| Ludo Delcroix | 28 octobre 1950   | Belgique  | Fiat France (1977)                         |
| André Dierickx | 29 octobre 1947   | Belgique  | Maes Pils-Mini Flat (1977)                 |
| Walter Godefroot | 2 juillet 1943    | Belgique  | Carpenter-Confortluxe-Flandria (1975)      |
| Günter Haritz | 16 octobre 1948   | Allemagne |                                            |
| Frank Hoste | 29 août 1955      | Belgique  |                                            |
| Jos Jacobs | 28 janvier 1953   | Belgique  |                                            |
| Ludo Peeters | 9 août 1953       | Belgique  |                                            |
| Willem Peeters | 20 mai 1953       | Belgique  | Maes Pils-Watney (1975)                    |
| Rudy Pevenage | 15 juin 1954      | Belgique  |                                            |
| Bert Pronk | 24 octobre 1950   | Pays-Bas  | TI-Raleigh (1977)                          |
| Marc Renier | 28 mars 1953      | Belgique  |                                            |
| Dietrich Thurau | 9 novembre 1954   | Allemagne | TI-Raleigh (1977)                          |
| Jos Van De Poel | 18 février 1954   | Belgique  | Flandria-Velda-Latina Assicurazioni (1977) |
| Arthur Van De Vijver | 29 février 1948   | Belgique  |                                            |
| Eric Van De Wiele | 27 octobre 1952   | Belgique  | Maes Pils-Mini Flat (1977)                 |
| Gustaaf Van Roosbroeck | 16 mai 1948       | Belgique  | Maes Pils-Rokado (1976)                    |
| Guido Van Sweevelt | 15 avril 1949     | Belgique  |                                            |
| Gery Verlinden | 1 mai 1954        | Belgique  |                                            |
| Dirk Wayenberg | 14 septembre 1955 | Belgique  |                                            |
| Daniel Willems (2 août–31 déc.) | 16 août 1956      | Belgique  |                                            |
| |                   |           |                                            |
| Source : Cycling Archives |                   |           |                                            |

| \| Effectif 1979 \| Effectif 1979 \| Effectif 1979 \| Effectif 1979 \| \| Cycliste \| Date de naissance \| Pays \| Équipe précédente \| \| ---------------------------- \| ----------------- \| -------------------- \| ------------------------------------------ \| \| Uwe Bolten (1 sept.–31 déc.) \| 20 juillet 1959 \| Allemagne de l'Ouest \| \| \| Rudy Colman \| 15 janvier 1956 \| Belgique \| \| \| Alfons De Bal \| 30 septembre 1943 \| Belgique \| \| \| Ludo Delcroix \| 28 octobre 1950 \| Belgique \| Fiat France (1977) \| \| Fedor den Hertog \| 20 avril 1946 \| Pays-Bas \| Lejeune-BP (1978) \| \| André Dierickx \| 29 octobre 1947 \| Belgique \| Maes Pils-Mini Flat (1977) \| \| Walter Godefroot \| 2 juillet 1943 \| Belgique \| Carpenter-Confortluxe-Flandria (1975) \| \| Jos Jacobs \| 28 janvier 1953 \| Belgique \| \| \| Hans-Peter Jakst \| 23 juillet 1954 \| Allemagne \| \| \| Ludo Peeters \| 9 août 1953 \| Belgique \| \| \| Rudy Pevenage \| 15 juin 1954 \| Belgique \| \| \| Dietrich Thurau \| 9 novembre 1954 \| Allemagne \| TI-Raleigh (1977) \| \| Jos Van De Poel \| 18 février 1954 \| Belgique \| Flandria-Velda-Latina Assicurazioni (1977) \| \| Eric Van De Wiele \| 27 octobre 1952 \| Belgique \| Maes Pils-Mini Flat (1977) \| \| Ghislain Van Landeghem \| 18 juillet 1948 \| Belgique \| \| \| Gustaaf Van Roosbroeck \| 16 mai 1948 \| Belgique \| Maes Pils-Rokado (1976) \| \| Guido Van Sweevelt \| 15 avril 1949 \| Belgique \| \| \| Gery Verlinden \| 1 mai 1954 \| Belgique \| \| \| Daniel Willems \| 16 août 1956 \| Belgique \| \| \| \| \| \| \| \| Source : Cycling Archives \| \| \| \| |                   |                      |                                            |
| Effectif 1979 |                   |                      |                                            |
| Cycliste | Date de naissance | Pays                 | Équipe précédente                          |
| Uwe Bolten (1 sept.–31 déc.) | 20 juillet 1959   | Allemagne de l'Ouest |                                            |
| Rudy Colman | 15 janvier 1956   | Belgique             |                                            |
| Alfons De Bal | 30 septembre 1943 | Belgique             |                                            |
| Ludo Delcroix | 28 octobre 1950   | Belgique             | Fiat France (1977)                         |
| Fedor den Hertog | 20 avril 1946     | Pays-Bas             | Lejeune-BP (1978)                          |
| André Dierickx | 29 octobre 1947   | Belgique             | Maes Pils-Mini Flat (1977)                 |
| Walter Godefroot | 2 juillet 1943    | Belgique             | Carpenter-Confortluxe-Flandria (1975)      |
| Jos Jacobs | 28 janvier 1953   | Belgique             |                                            |
| Hans-Peter Jakst | 23 juillet 1954   | Allemagne            |                                            |
| Ludo Peeters | 9 août 1953       | Belgique             |                                            |
| Rudy Pevenage | 15 juin 1954      | Belgique             |                                            |
| Dietrich Thurau | 9 novembre 1954   | Allemagne            | TI-Raleigh (1977)                          |
| Jos Van De Poel | 18 février 1954   | Belgique             | Flandria-Velda-Latina Assicurazioni (1977) |
| Eric Van De Wiele | 27 octobre 1952   | Belgique             | Maes Pils-Mini Flat (1977)                 |
| Ghislain Van Landeghem | 18 juillet 1948   | Belgique             |                                            |
| Gustaaf Van Roosbroeck | 16 mai 1948       | Belgique             | Maes Pils-Rokado (1976)                    |
| Guido Van Sweevelt | 15 avril 1949     | Belgique             |                                            |
| Gery Verlinden | 1 mai 1954        | Belgique             |                                            |
| Daniel Willems | 16 août 1956      | Belgique             |                                            |
| |                   |                      |                                            |
| Source : Cycling Archives |                   |                      |                                            |

| \| Effectif 1980 \| Effectif 1980 \| Effectif 1980 \| Effectif 1980 \| \| Cycliste \| Date de naissance \| Pays \| Équipe précédente \| \| ---------------------------------- \| ----------------- \| -------------------- \| ------------------------------------------ \| \| Theo Appeldoorn (1 juill.–31 déc.) \| 13 juin 1959 \| Pays-Bas \| \| \| Uwe Bolten \| 20 juillet 1959 \| Allemagne de l'Ouest \| \| \| Ronny Claes \| 10 octobre 1957 \| Belgique \| \| \| Rudy Colman \| 15 janvier 1956 \| Belgique \| \| \| Willy De Geest \| 8 janvier 1947 \| Belgique \| Gis Gelati (1979) \| \| Ludo Delcroix \| 28 octobre 1950 \| Belgique \| Fiat France (1977) \| \| Marc Demeyer \| 19 avril 1950 \| Belgique \| Flandria-Ça va seul (1979) \| \| André Dierickx \| 29 octobre 1947 \| Belgique \| Maes Pils-Mini Flat (1977) \| \| Jos Jacobs \| 28 janvier 1953 \| Belgique \| \| \| Ludo Peeters \| 9 août 1953 \| Belgique \| \| \| Rudy Pevenage \| 15 juin 1954 \| Belgique \| \| \| Theo de Rooij \| 25 avril 1957 \| Pays-Bas \| \| \| Jos Van De Poel \| 18 février 1954 \| Belgique \| Flandria-Velda-Latina Assicurazioni (1977) \| \| Eric Van De Wiele \| 27 octobre 1952 \| Belgique \| Maes Pils-Mini Flat (1977) \| \| Gustaaf Van Roosbroeck \| 16 mai 1948 \| Belgique \| Maes Pils-Rokado (1976) \| \| Guido Van Sweevelt \| 15 avril 1949 \| Belgique \| \| \| Gery Verlinden \| 1 mai 1954 \| Belgique \| \| \| Pol Verschuere \| 18 janvier 1955 \| Belgique \| Flandria-Ça va seul (1979) \| \| Dirk Wayenberg \| 14 septembre 1955 \| Belgique \| \| \| Ludwig Wijnants \| 4 juillet 1956 \| Belgique \| Lano-Boule d'Or (1979) \| \| Daniel Willems \| 16 août 1956 \| Belgique \| \| \| Peter Winnen (1 août–31 déc.) \| 5 septembre 1957 \| Pays-Bas \| \| \| \| \| \| \| \| Source : Cycling Archives \| \| \| \|note: Theo Appeldoorn |                   |                      |                                            |
| Effectif 1980 |                   |                      |                                            |
| Cycliste | Date de naissance | Pays                 | Équipe précédente                          |
| Theo Appeldoorn (1 juill.–31 déc.) | 13 juin 1959      | Pays-Bas             |                                            |
| Uwe Bolten | 20 juillet 1959   | Allemagne de l'Ouest |                                            |
| Ronny Claes | 10 octobre 1957   | Belgique             |                                            |
| Rudy Colman | 15 janvier 1956   | Belgique             |                                            |
| Willy De Geest | 8 janvier 1947    | Belgique             | Gis Gelati (1979)                          |
| Ludo Delcroix | 28 octobre 1950   | Belgique             | Fiat France (1977)                         |
| Marc Demeyer | 19 avril 1950     | Belgique             | Flandria-Ça va seul (1979)                 |
| André Dierickx | 29 octobre 1947   | Belgique             | Maes Pils-Mini Flat (1977)                 |
| Jos Jacobs | 28 janvier 1953   | Belgique             |                                            |
| Ludo Peeters | 9 août 1953       | Belgique             |                                            |
| Rudy Pevenage | 15 juin 1954      | Belgique             |                                            |
| Theo de Rooij | 25 avril 1957     | Pays-Bas             |                                            |
| Jos Van De Poel | 18 février 1954   | Belgique             | Flandria-Velda-Latina Assicurazioni (1977) |
| Eric Van De Wiele | 27 octobre 1952   | Belgique             | Maes Pils-Mini Flat (1977)                 |
| Gustaaf Van Roosbroeck | 16 mai 1948       | Belgique             | Maes Pils-Rokado (1976)                    |
| Guido Van Sweevelt | 15 avril 1949     | Belgique             |                                            |
| Gery Verlinden | 1 mai 1954        | Belgique             |                                            |
| Pol Verschuere | 18 janvier 1955   | Belgique             | Flandria-Ça va seul (1979)                 |
| Dirk Wayenberg | 14 septembre 1955 | Belgique             |                                            |
| Ludwig Wijnants | 4 juillet 1956    | Belgique             | Lano-Boule d'Or (1979)                     |
| Daniel Willems | 16 août 1956      | Belgique             |                                            |
| Peter Winnen (1 août–31 déc.) | 5 septembre 1957  | Pays-Bas             |                                            |
| |                   |                      |                                            |
| Source : Cycling Archives |                   |                      |                                            |

| \| Effectif 1981 \| Effectif 1981 \| Effectif 1981 \| Effectif 1981 \| \| Cycliste \| Date de naissance \| Pays \| Équipe précédente \| \| ------------------ \| ----------------- \| -------------------- \| -------------------------- \| \| Uwe Bolten \| 20 juillet 1959 \| Allemagne de l'Ouest \| \| \| Ronny Claes \| 10 octobre 1957 \| Belgique \| \| \| Willy De Geest \| 8 janvier 1947 \| Belgique \| Gis Gelati (1979) \| \| Theo de Rooij \| 25 avril 1957 \| Pays-Bas \| \| \| Ludo Delcroix \| 28 octobre 1950 \| Belgique \| Fiat France (1977) \| \| Marc Demeyer \| 19 avril 1950 \| Belgique \| Flandria-Ça va seul (1979) \| \| Jos Jacobs \| 28 janvier 1953 \| Belgique \| \| \| Jozef Lieckens \| 26 mars 1959 \| Belgique \| \| \| Rudy Pevenage \| 15 juin 1954 \| Belgique \| \| \| Eric Van De Wiele \| 27 octobre 1952 \| Belgique \| Maes Pils-Mini Flat (1977) \| \| Gerrit Van Gestel \| 20 janvier 1958 \| Belgique \| \| \| Guido Van Sweevelt \| 15 avril 1949 \| Belgique \| \| \| Pol Verschuere \| 18 janvier 1955 \| Belgique \| Flandria-Ça va seul (1979) \| \| Dirk Wayenberg \| 14 septembre 1955 \| Belgique \| \| \| Daniel Willems \| 16 août 1956 \| Belgique \| \| \| Jostein Wilmann \| 15 juillet 1953 \| Norvège \| Puch-Campagnolo-Sem (1980) \| \| Peter Winnen \| 5 septembre 1957 \| Pays-Bas \| \| \| Ludwig Wijnants \| 4 juillet 1956 \| Belgique \| Lano-Boule d'Or (1979) \| \| \| \| \| \| \| Source : UCI \| \| \| \| |                   |                      |                            |
| Effectif 1981 |                   |                      |                            |
| Cycliste | Date de naissance | Pays                 | Équipe précédente          |
| Uwe Bolten | 20 juillet 1959   | Allemagne de l'Ouest |                            |
| Ronny Claes | 10 octobre 1957   | Belgique             |                            |
| Willy De Geest | 8 janvier 1947    | Belgique             | Gis Gelati (1979)          |
| Theo de Rooij | 25 avril 1957     | Pays-Bas             |                            |
| Ludo Delcroix | 28 octobre 1950   | Belgique             | Fiat France (1977)         |
| Marc Demeyer | 19 avril 1950     | Belgique             | Flandria-Ça va seul (1979) |
| Jos Jacobs | 28 janvier 1953   | Belgique             |                            |
| Jozef Lieckens | 26 mars 1959      | Belgique             |                            |
| Rudy Pevenage | 15 juin 1954      | Belgique             |                            |
| Eric Van De Wiele | 27 octobre 1952   | Belgique             | Maes Pils-Mini Flat (1977) |
| Gerrit Van Gestel | 20 janvier 1958   | Belgique             |                            |
| Guido Van Sweevelt | 15 avril 1949     | Belgique             |                            |
| Pol Verschuere | 18 janvier 1955   | Belgique             | Flandria-Ça va seul (1979) |
| Dirk Wayenberg | 14 septembre 1955 | Belgique             |                            |
| Daniel Willems | 16 août 1956      | Belgique             |                            |
| Jostein Wilmann | 15 juillet 1953   | Norvège              | Puch-Campagnolo-Sem (1980) |
| Peter Winnen | 5 septembre 1957  | Pays-Bas             |                            |
| Ludwig Wijnants | 4 juillet 1956    | Belgique             | Lano-Boule d'Or (1979)     |
| |                   |                      |                            |
| Source : UCI |                   |                      |                            |

| \| Effectif 1982 \| Effectif 1982 \| Effectif 1982 \| Effectif 1982 \| \| Cycliste \| Date de naissance \| Pays \| Équipe précédente \| \| ------------------ \| ----------------- \| ---------------- \| -------------------------------- \| \| Gregor Braun \| 31 décembre 1955 \| Allemagne \| Famcucine-Campagnolo (1981) \| \| Ronny Claes \| 10 octobre 1957 \| Belgique \| \| \| Theo de Rooij \| 25 avril 1957 \| Pays-Bas \| \| \| Ronald De Witte \| 21 octobre 1946 \| Belgique \| Boule d'Or-Sunair-Colnago (1981) \| \| Ludo Delcroix \| 28 octobre 1950 \| Belgique \| Fiat France (1977) \| \| Paul Haghedooren \| 11 octobre 1959 \| Belgique \| \| \| Jozef Lieckens \| 26 mars 1959 \| Belgique \| \| \| Eric McKenzie \| 28 août 1958 \| Nouvelle-Zélande \| \| \| Rudy Pevenage \| 15 juin 1954 \| Belgique \| \| \| Eric Van De Wiele \| 27 octobre 1952 \| Belgique \| Maes Pils-Mini Flat (1977) \| \| Gerrit Van Gestel \| 20 janvier 1958 \| Belgique \| \| \| Guido Van Sweevelt \| 15 avril 1949 \| Belgique \| \| \| Dirk Wayenberg \| 14 septembre 1955 \| Belgique \| \| \| Jostein Wilmann \| 15 juillet 1953 \| Norvège \| Puch-Campagnolo-Sem (1980) \| \| Peter Winnen \| 5 septembre 1957 \| Pays-Bas \| \| \| \| \| \| \| \| Source : UCI \| \| \| \| |                   |                  |                                  |
| Effectif 1982 |                   |                  |                                  |
| Cycliste | Date de naissance | Pays             | Équipe précédente                |
| Gregor Braun | 31 décembre 1955  | Allemagne        | Famcucine-Campagnolo (1981)      |
| Ronny Claes | 10 octobre 1957   | Belgique         |                                  |
| Theo de Rooij | 25 avril 1957     | Pays-Bas         |                                  |
| Ronald De Witte | 21 octobre 1946   | Belgique         | Boule d'Or-Sunair-Colnago (1981) |
| Ludo Delcroix | 28 octobre 1950   | Belgique         | Fiat France (1977)               |
| Paul Haghedooren | 11 octobre 1959   | Belgique         |                                  |
| Jozef Lieckens | 26 mars 1959      | Belgique         |                                  |
| Eric McKenzie | 28 août 1958      | Nouvelle-Zélande |                                  |
| Rudy Pevenage | 15 juin 1954      | Belgique         |                                  |
| Eric Van De Wiele | 27 octobre 1952   | Belgique         | Maes Pils-Mini Flat (1977)       |
| Gerrit Van Gestel | 20 janvier 1958   | Belgique         |                                  |
| Guido Van Sweevelt | 15 avril 1949     | Belgique         |                                  |
| Dirk Wayenberg | 14 septembre 1955 | Belgique         |                                  |
| Jostein Wilmann | 15 juillet 1953   | Norvège          | Puch-Campagnolo-Sem (1980)       |
| Peter Winnen | 5 septembre 1957  | Pays-Bas         |                                  |
| |                   |                  |                                  |
| Source : UCI |                   |                  |                                  |